# Evgenija Shmirina
Evgenija Igorewna Shmirina (* 16. September 1989 in Nikolajew, Ukrainische SSR, Sowjetunion) ist eine deutsch-ukrainische Schachspielerin.
Das Schachspielen lernte sie als Dreijährige in ihrer Familie. Mit fünf nahm sie schon an der ukrainischen U10-Meisterschaft teil. 1997 gewann sie ein U8-Turnier in Polen. Mit neun Jahren gewann sie 1998 die ukrainische Meisterschaft im Schnellschach U12 weiblich in Lwiw. 2001 wurde sie in Willingen Deutsche Mädchenmeisterin U12. Im Oktober 2002 wurde sie in Peñíscola Zweite bei der U14-Europameisterschaft der weiblichen Jugend. Bei der ersten EU-Jugendmeisterschaft U14 weiblich im November 2003 in Graz erreichte sie punktgleich mit der portugiesischen Siegerin Ana Filipa Baptista den zweiten Platz. Bei der U18-Mannschaftseuropameisterschaft der weiblichen Jugend 2004 in Belgrad-Obrenovac erhielt sie die Silbermedaille für ihr Ergebnis von 3,5 aus 6 am ersten Brett der deutschen Nationalmannschaft.
Im Jahr 2000 zog ihre Familie nach Dresden, wo sie von IM Miroslav Schwarz und gelegentlich GM Wolfgang Uhlmann und GM Zigurds Lanka trainiert wurde. Zuerst spielte sie für den Dresdner SC, mit dem sie in der Saison 2005/06 die deutsche Mannschaftsmeisterschaft der Frauen gewann, seit der Saison 2006/07 spielte sie in der Frauen-Bundesliga für den USV TU Dresden.
Bei der Einzeleuropameisterschaft der Frauen 2004 in Dresden erhielt sie für ihre Leistung den Titel Internationaler Meister der Frauen (WIM). Sie wird bei der FIDE als inaktiv geführt, da sie seit der deutschen Frauenbundesliga in der Saison 2008/09 keine Elo-gewertete Partie mehr gespielt hat.
Ihre Eltern FM Halyna Shmirina und Igor Shmirin betreiben in Dresden den Schachversand ChessEbook.